# OR2C1
OR2C1 (англ. Olfactory receptor family 2 subfamily C member 1) – білок, який кодується однойменним геном, розташованим у людей на короткому плечі 16-ї хромосоми. Довжина поліпептидного ланцюга білка становить 312 амінокислот, а молекулярна маса — 34 412.
| 10         |  | 20         |  | 30         |  | 40         |  | 50         |
| ---------- |  | ---------- |  | ---------- |  | ---------- |  | ---------- |
| MDGVNDSSLQ |  | GFVLMGISDH |  | PQLEMIFFIA |  | ILFSYLLTLL |  | GNSTIILLSR |
| LEARLHTPMY |  | FFLSNLSSLD |  | LAFATSSVPQ |  | MLINLWGPGK |  | TISYGGCITQ |
| LYVFLWLGAT |  | ECILLVVMAF |  | DRYVAVCRPL |  | RYTAIMNPQL |  | CWLLAVIACL |
| GGLGNSVIQS |  | TFTLQLPLCG |  | HRRVEGFLCE |  | VPAMIKLACG |  | DTSLNQAVLN |
| GVCTFFTAVP |  | LSIIVISYCL |  | IAQAVLKIRS |  | AEGRRKAFNT |  | CLSHLLVVFL |
| FYGSASYGYL |  | LPAKNSKQDQ |  | GKFISLFYSL |  | VTPMVNPLIY |  | TLRNMEVKGA |
| LRRLLGKGRE |  | VG         |  |            |  |            |  |            |

A: Аланін

C: Цистеїн

D: Аспарагінова кислота

E: Глутамінова кислота

F: Фенілаланін

G: Гліцин

H: Гістидин

I: Ізолейцин

K: Лізин

L: Лейцин

M: Метіонін

N: Аспарагін

P: Пролін

Q: Глутамін

R: Аргінін

S: Серин

T: Треонін

V: Валін

W: Триптофан

Кодований геном білок за функціями належить до рецепторів, g-білокспряжених рецепторів, білків внутрішньоклітинного сигналінгу. 
Локалізований у клітинній мембрані.